# Антонюк, Дарья Сергеевна
Да́рья Серге́евна Антоню́к (род. 25 января 1996, Зеленогорск, Красноярский край, Россия) — российская певица, актриса, победительница телешоу «Голос» 2016 года на «Первом канале». Имеет рабочий диапазон три с половиной октавы, тип голоса близок к меццо-сопрано.

## Биография
Родилась 25 января 1996 года в городе Зеленогорске, Красноярский край.
Мать, Светлана Владимировна Антонюк — директор учреждения дополнительного образования детей, а отец, Сергей Владимирович Антонюк — пожарный. Родители находятся в разводе.
В детстве занималась балетом и современной хореографией, а также училась в музыкальной школе. В родном городе с 7 лет занималась в вокальной студии «Талисман» и с юных лет завоевывала награды на вокальных конкурсах. По окончании школы, в 2014 году она отправилась в Москву, где успешно сдала экзамены сразу в четырёх вузах, однако свой выбор девушка остановила на учёбе в Школе-студии МХАТ (курс И. Я. Золотовицкого и С. И. Земцова). На сцене МХТ дебютировала в 2016 г. в роли Мэри Беннет в спектакле А. Франдетти «Гордость и предубеждение».
С 2019 года работает в театре Олега Табакова, где сыграла роль Элизы Дулиттл в спектакле «Моя прекрасная леди», за которую получила награду «Хрустальная Турандот» в номинации «Лучший дебют».
В 2021 году участвовала в 5 сезоне шоу «Точь-в-точь», где и заняла третье место. Она перевоплощалась в Аллу Пугачёву, Бейонсе, Уитни Хьюстон, Бритни Спирс, Донну Саммер, Анну Герман, Елену Ваенгу, Аиду Ведищеву, Гвен Стефани и Кристину Агилеру.
В 2022 году стала финалисткой шоу «Фантастика» на Первом канале в образе русалки Сирены.
В 2024 году приняла участие в 6 сезоне шоу «Точь-в-точь».
В 2024 году стала участницей шоу перевоплощений «Точь-в-точь», 6 сезона, где разделила в финале 1 место со Светланой Галкой.

### Участие в проекте Nuclear kids
С 2011 по 2013 год была участницей проекта NucKids, международного детского творческого проекта госкорпорации «Росатом». В большинстве случаев исполняла ведущие роли во всех мюзиклах, в которых принимала участие за время проекта.

## Фильмография
| Год  |   | Название             | Роль                                |
| ---- | - | -------------------- | ----------------------------------- |
| 2018 | с | Ищейка 3             | Нина Вербер, певица, невеста Бориса |
| 2021 | с | Естественный отбор 2 | Наташа                              |

Роли в мюзиклах проекта «Nuclear Kids»:
- 2011 — «Бункер свободы» — Певица кабаре.
- 2011 — «Царица ночи» — Царица ночи.
- 2012 — «Станция „Мечта“» — Настя Корнилова (ведущая героиня).
- 2012 — «Питер Пен» — Крокодилица
- 2013 — «Мы» — Оля Бородина (ведущая героиня).
- 2013 — «Зимняя сказка» — Королева зла.

## Конкурсы

### Участие в телешоу «Голос» (2017)
Для выступления на слепых прослушиваниях в пятом сезоне шоу «Голос» Дарья Антонюк выбрала композицию «Stand up for Love» (в оригинале её исполняет Destiny’s Child). К Антонюк повернулись все наставники, и она решила пойти в команду к Леониду Агутину. 30 декабря 2016 года в финале соперниками Антонюк были Александр Панайотов из команды Григория Лепса, Сардор Милано из команды Полины Гагариной и Кайрат Примбердиев из команды Димы Билана.
Антонюк одержала победу, получив 53,5 % голосов, в то время как Панайотову досталось 46,5 %. В качестве награды она получила сертификат на один миллион рублей и контракт со звукозаписывающей студией Universal Music Russia. Это первый случай победы подопечного Агутина за пятилетнюю историю телепередачи.
7 апреля 2017 года Антонюк была включена в список пяти лучших победителей за всю историю проекта «Голос». Вместе с ней в пятерку лучших за всю историю проекта попали победители The Voice из Великобритании, Голландии, Исландии и Таиланда

### Конкурс «Евровидение-2017»
Являлась одним из претендентов на участие от России. Помимо неё, претендентами на участие в «Евровидении-2017» являлись Александр Панайотов, главный фаворит, Елена Темникова, Нюша и группа «Soprano» Михаила Турецкого. В результате внутреннего отбора участницей конкурса стала Юлия Самойлова, о кандидатуре которой ранее не сообщалось.

### Прочее
В 2018 представляет Россию на международном конкурсе молодых исполнителей популярной музыки «Новая волна 2018».

## Спектакли школы-студии МХАТ
- 2015 — «ЧудоЧудоЧеловек» — режиссёр-педагог Марина Дровосекова
- 2016 — «Путешествие в Twin Peaks» — режиссёр-постановщик Алла Сигалова
- 2017 — «Недомузыки» — режиссёр Марина Дровосекова
- 2017 — «Самоубийца» — режиссёр Михаил Милькис
- 2018 — «Безымянная звезда» — режиссёр Илья Бочарниковс

## Награды
- 2016 — победитель шоу «Голос», «Первый канал».
- 2019 — «Лучший дебютант» премии Хрустальная Турандот

## Дискография
- «Круг жизни» — саундтрек к фильму «Король Лев»[11].
- «Колокол» — Четвертьфинал — Голос 5
- «Дорогой длинною» — Финал — Голос 5
- «Без тебя» — Финал — Голос 5
- «Stand up for love» — Слепые прослушивания — Голос 5
- «Ничего не бойся» — «Спортания»[12]